# 픽셀 슬레이트

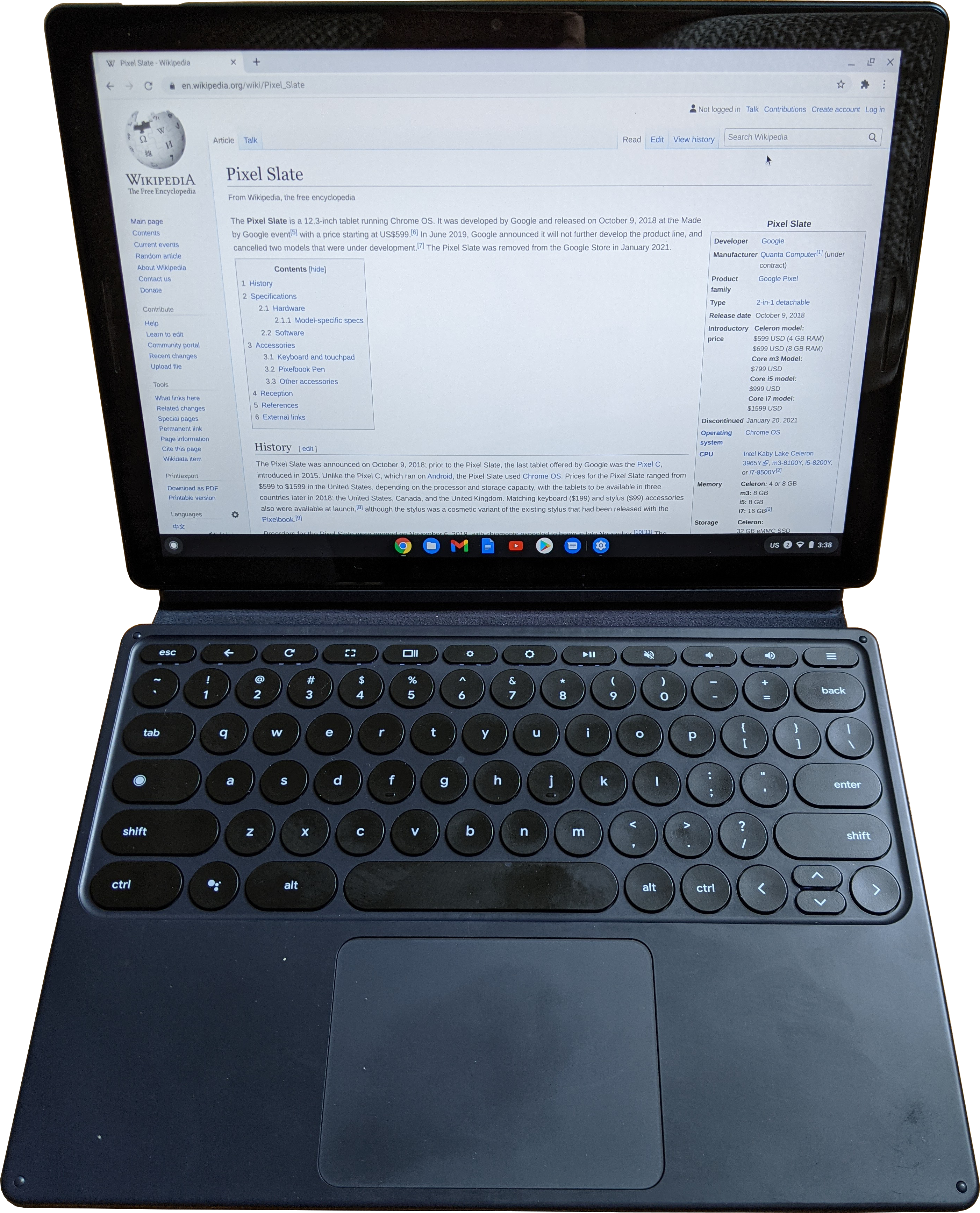
키보드를 부착한 픽셀 슬레이트

픽셀 슬레이트(Pixel Slate)는 크롬OS를 실행하는 12.3인치 태블릿이다. 구글에서 개발했으며 2018년 10월 9일 메이드 바이 구글(Made by Google) 이벤트에서 출시되었다. 2019년 6월, 구글은 제품 라인을 더 이상 개발하지 않겠다고 발표하고 개발 중이던 두 가지 모델을 취소했다. 픽셀 슬레이트는 2021년 1월에 구글 스토어에서 삭제되었다.

## 역사
픽셀 슬레이트는 2018년 10월 9일에 발표되었다. 픽셀 슬레이트 이전에 구글이 제공한 마지막 태블릿은 2015년에 출시된 픽셀 C였다. 안드로이드에서 실행된 Pixel C와 달리 픽셀 슬레이트는 크롬OS를 사용했다. 픽셀 슬레이트의 가격은 미국에서 프로세서와 저장 용량에 따라 599달러에서 1599달러까지 다양했으며 태블릿은 2018년 말 미국, 캐나다, 영국 3개국에서 출시될 예정이다. 어울리는 키보드(199달러)와 스타일러스(99달러) 액세서리도 출시 당시에 제공되었지만 스타일러스는 픽셀북과 함께 출시된 기존 스타일러스의 외관 변형이었다.
픽셀 슬레이트의 선주문은 2018년 11월 6일에 시작되었으며 배송은 11월 말에 시작될 것으로 예상된다. 보급형 $599 및 $699 셀러론 기반 모델은 출시 직후 "품절"로 표시되어 $799 m3 기반 모델이 사실상 보급형 모델이 되었다. 셀러론 기반 모델은 2019년 6월 공식적으로 단종되었으며, 모든 모델에 200달러의 임시 가격 인하가 적용되어 m3 기반 모델을 이전 보급형 셀러론 가격대인 599달러에서 사용할 수 있게 되었다. 그 달 말, 구글 하드웨어 수석 부사장인 릭 오스터로(Rick Osterloh)는 구글이 자사 태블릿 개발을 중단하고 있음을 확인했다.
2019년 블랙 프라이데이 판매를 위해 키보드와 스타일러스가 번들로 제공되는 각 모델의 가격이 350달러 인하되었다. 재고 정리를 위한 명백한 움직임으로 나머지 3개 모델의 가격은 2020년 3월 거의 절반으로 인하되었으며 키보드와 스타일러스도 할인된 가격에 포함되었다. 픽셀 슬레이트는 2020년 12월에 '재고 없음' 또는 '더 이상 구매할 수 없음'으로 표시되었으며, 2021년 1월 20일에 픽셀 슬레이트의 모든 목록이 구글 스토어에서 삭제되었다. 구글은 픽셀 슬레이트가 2026년 6월까지 자동 크롬OS 업데이트를 계속 받을 것이라고 발표했다.